# شعري الإهاب النطاقي
شعري الإهاب النطاقي (الاسم العلمي: Crinipellis zonata) هو نوع من الفطريات يتبع جنس شعري الإهاب من الفصيلة المراسمية.